# 龍霓
龍霓（1462年—？年），字致仁，號西溪，江西宜春縣人，南京牧馬千戶所官籍，明朝政治人物。

## 生平
治《書經》，弘治五年（1492年）壬子科應天府鄉試第八名舉人。弘治九年（1496年）中式丙辰科會試第二名，二甲第五十二名進士。历官刑部员外郎，十七年十二月升浙江按察司僉事，正德六年（1511年）正月考察閑住。

## 家族
曾祖龍敬，百戶；祖父龍禮，百戶；父龍瑄，母楊氏。